# Жубер, Фабрис
Фабрис Жубер (фр. Fabrice O. Joubert) — французский мультипликатор и режиссёр анимационных фильмов.

## Биография
Изучал киноискусство в Университете Париж IV и через 4 года обучения получил диплом магистра. В возрасте 22 лет поступил в анимационное училище Les Gobelins в Париже. По окончании обучения работал в 1997—2006 гг. в Лос-Анджелесе мультипликатором на студии DreamWorks Animation.
Его первой заметной работой было участие в создании полнометражного мультфильма Принц Египта, вышедшего на экраны в 1998 году. В 2002 г. во время своего участия в работе над мультфильмом Спирит: Душа прерий один из продюсеров компании Dreamworx спросил Жубера, «не против ли он получить образование по специальности компьютерного аниматора, поскольку они хотели проверить, способен ли работающий традиционными средствами аниматор двумерной графики перепрофилироваться на работу с новой, трёхмерной графикой. Сейчас это, должно быть, звучит забавно, но в те времена продюсеры вовсе не были уверены, что это сработает».
В 2005 г. Жубер работал в Бристоле в кинокомпании de:Aardman в составе коллектива создателей мультфильма Уоллес и Громит: Проклятие кролика-оборотня. По завершении работы над мультфильмом он вернулся в Париж и с 2007 г. начал создавать свой первый собственный мультфильм «Кофе по-французски». Мультфильм выпустила студия Pumpkin Factory/Bibo Films, с совладельцем которой, Эриком (Бибо) Бержероном, Жубер ранее сотрудничал на киностудии Dreamworx. Мультфильм получил многочисленные международные призы, а в 2010 г. был номинирован на Оскар в жанре «лучший короткометражный анимационный фильм». После того, как Жубер поучаствовал в создании мультфильма Гадкий я в должности режиссёра анимации, он начал работу над мультфильмом Монстр в Париже, которую пришлось прервать в 2008 году. С 2011 г. возобновил сотрудничество с Бибо Бержероном, который стал продюсером фильма, вышедшего на экраны в 2011 году.

## Фильмография
- 1998: Принц Египта (The Prince of Egypt)
- 2000: Дорога на Эльдорадо (The Road to El Dorado)
- 2002: Спирит: Душа прерий (Spirit: Stallion of the Cimarron)
- 2003: Синдбад: Легенда семи морей (мультфильм) (Sinbad: Legend of the Seven Seas)
- 2004: Подводная братва (Shark Tale) — главный художник
- 2005: Уоллес и Громит: Проклятие кролика-оборотня (Wallace & Gromit in The Curse of the Were-Rabbit)
- 2006: Смывайся! (Flushed Away) — главный художник
- 2008: Французский кофе (French Roast) — режиссёр, сценарист
- 2010: Гадкий я (Despicable Me) — режиссёр
- 2011: Монстр в Париже (Un monstre à Paris) — режиссёр
- 2012: Лоракс (Dr. Seuss' The Lorax) — ведущий художник
- 2013: Гадкий я 2 (Despicable Me 2)
- 2013: Паника в почтовом отделении (Panic in the Mailroom) — режиссёр
- 2015: Неугомонный Бинки Нельсон (Binky Nelson Unpacified) — режиссёр
- 2019: Безопасность (Safety) — режиссёр, сценарист, продюсер